# Fűzszövő tavaszimoly
A fűzszövő tavaszimoly (Cheimophila salicella avagy Dasystoma salicella) a valódi lepkék (Glossata) alrendjébe tartozó tavaszi molyfélék (Chimabachidae) családjának egyik, Magyarországon is élő faja.

## Elterjedése, élőhelye
Ez az európai és kis-ázsiai faj hazánkban mindenfelé megtalálható.

## Megjelenése
Barna szárnyán keresztben némileg sötétebb sávok húzódnak. A hímek szárnyának fesztávolsága 22–24 mm, a nőstényeké kevesebb.

## Életmódja
Évente egy generációja nő fel. A lepkék április elejétől, éjszaka rajzanak. A mesterséges fény vonzza őket. Oligofág hernyója a lombkoronaszintben összeszövi a tápnövények leveleit: főként fűzfajokat kedveli, de gyümölcsfákon is él. A gyümölcsösökben a fák törzsére kirakott hernyófogó övekben a hernyók megbújnak, bebábozódnak, és már ősszel lepkévé alakulnak.
A csökevényes szárnyú nőstények röpképtelenek.

## Külső hivatkozások
- Mészáros Zoltán – Szabóky Csaba: A magyarországi molylepkék gyakorlati albuma. Budapest: Agroinform. 2005.  arch Hozzáférés: 2018. április 6. (PDF)